# Vandkremering
Vandkremering eller resomation er et alternativ til begravelse eller kremering, hvor liget opløses kemisk.
Metoden har siden 2000[kilde mangler] år vundet frem i dele af USA og Canada, og i Holland samt Norge overvejes den indført.

## Processen
Liget placeres i et trykkammer, som fyldes med en blanding af kaliumhydroxid og vand, som opvarmes til 160 °C. På grund af trykket koger opløsningen ikke, men i løbet af fire til seks timer nedbrydes og opløses væv og organer og danner en tyktflydende væske. Væsken drænes og tilbage i kammeret er knogler, som skylles, tørres og pulveriseres før udlevering til de efterladte. Væsken kan enten bortskaffes som spildevand eller anvendes som næring til planter.[kilde mangler]
Metoden blev patenteret i USA i 1888 som en metode til at konvertere dyre-kadavere til næring for planter.[kilde mangler]

## Etik og religion
Processen markedsføres som bæredygtig og grøn, idet energiforbruget kun er en fjerdedel af hvad ville være brugt ved kremering og vandforbruget er betydeligt lavere end ved pleje af et gravsted.[kilde mangler] Det kan for nogle virke stødende, at en del af liget bortskaffes som affald (spildevand).
Metoden accepteres af kristne, som ikke er bogstavtro i forhold til kødets opstandelse. Jødedommen og islam afviser metoden på linje med kremering.[kilde mangler]